# St. Johann Baptist (Burgkirchen an der Alz)

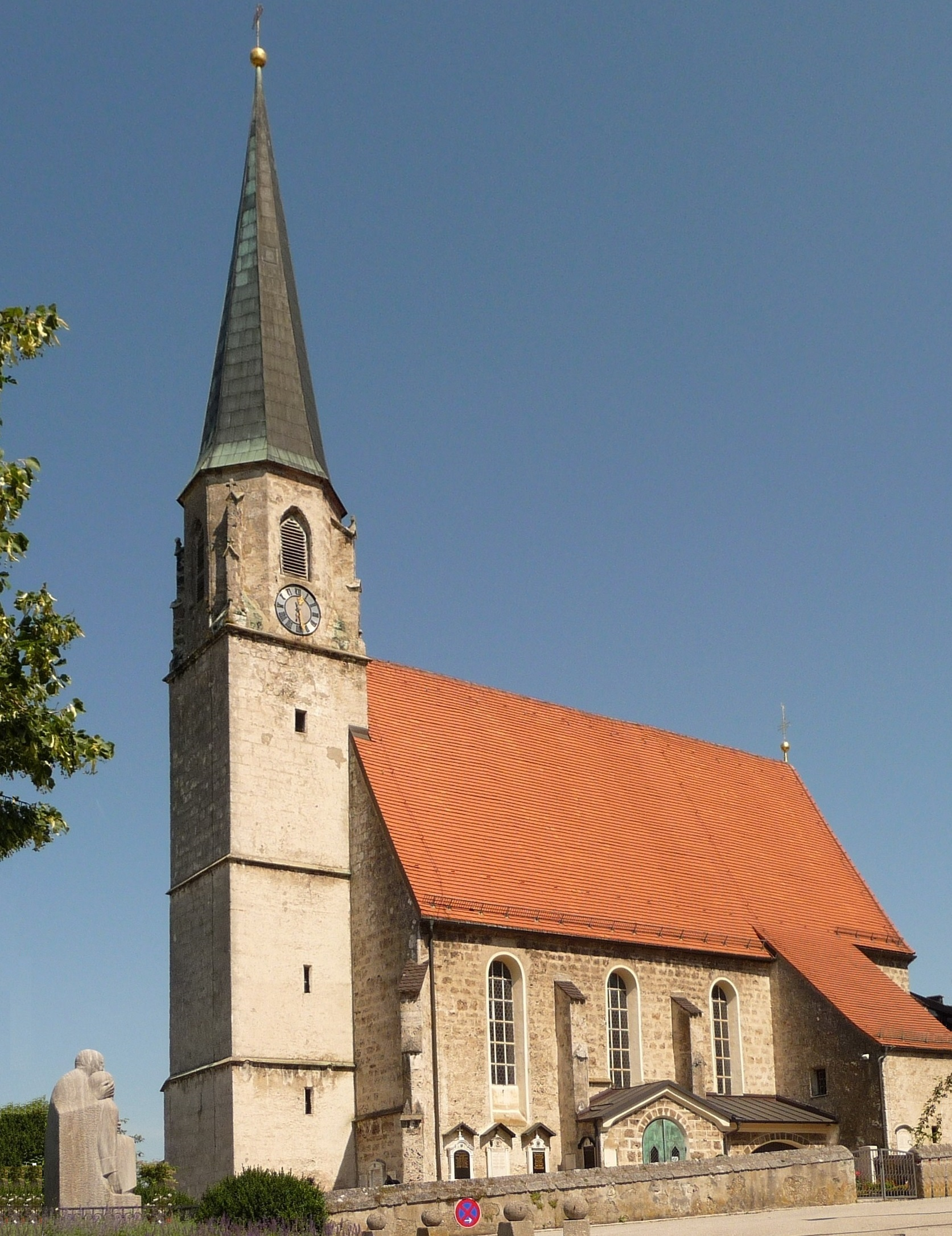
St. Johann Baptist (2009)

Die alte Pfarrkirche hl. Johannes der Täufer ist eine römisch-katholische Kirche in der Gemeinde Burgkirchen an der Alz im oberbayerischen Landkreis Altötting.

## Architektur
Die spätgotische Saalkirche aus Tuffstein wurde vermutlich unter Verwendung älterer Teile erbaut und 1477 geweiht. Das Langhaus wurde 1484 vollendet. Die Strebepfeiler sind dreifach abgesetzt und die Absetzung am Turmaufsatz feingliedrig wiederholt. Der Westturm erhielt 1727 einen Spitzhelm. Das Kircheninnere wurde 1763 von Franz Alois Mayr aus Trostberg barock gestaltet. Das Langhaus und der Chor haben ein Stichkappentonnengewölbe über Wandpfeilern mit vorgestellten Pilastern. Die Doppelempore im Westen ist ausladend geschweift. Zwei große, die Gewölbe füllende Fresken des Malers Johann Martin Heigl im Chor (Enthauptung des Johannes) und im Langhaus (Taufe am Jordan), sind mit einer bemalten Stuckatur umrandet.

## Ausstattung

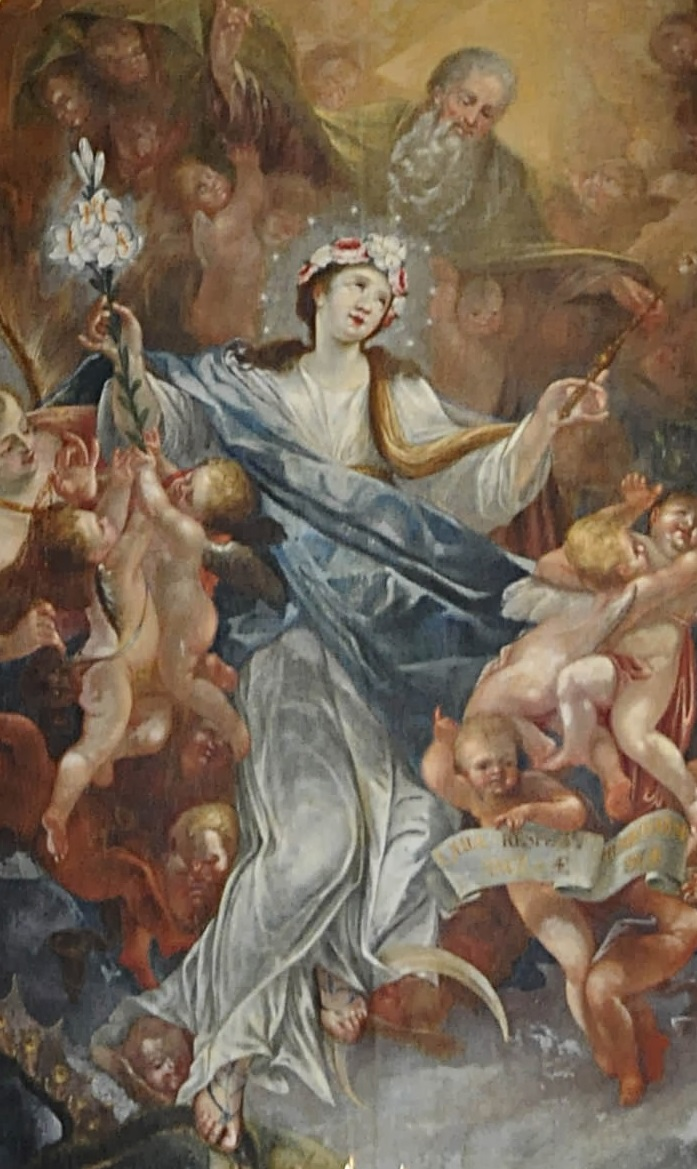
Hochaltarbild von Valentin Reuschl

Den Hochaltar schuf 1703 Stefan Reiter aus Ranshofen. Das Hochaltarbild Maria als Apokalyptische Frau malte 1717 der Maler Valentin Reuschl ursprünglich für die Klosterkirche in Neuburg an der Donau. Der Hochaltar trägt seitlich die Schnitzfiguren der Heiligen Johannes Evangelist und Johann Nepomuk aus dem Anfang des 18. Jahrhunderts. Die Seitenaltäre um 1710 wurden aus der alten Marienberger Kirche hierher übertragen und 1763 über Eck aufgestellt. Der südliche Seitenaltar zeigt das Bild Sebastianspflege von Johann Reiter (1728), nach dem Vorbild des Bildes von Johann Michael Rottmayr in Raitenhaslach. Der nördliche Seitenaltar trägt die Schnitzfigur thronende Maria mit Traube und lesendem Kind, vermutlich ein Werk aus Südtirol aus dem 14. Jahrhundert, und zeigt darüber das Bild Ortsvedute vom Maler Carl Baumeister (1883). Die vom Chor sich schräg ins Langhaus hineinwendende Kanzel schuf 1763 Johann Georg Kapfer zum symmetrisch dazu geschaffenen kanzelförmigen Oratorium um 1750. Diese bühnenhafte Anordnung trennt wie in Raitenhaslach den Altarraum vom Langhaus ab. An den Türen der Kirche und der Sakristei befinden sich gotische Beschläge.